# Anthony Ian Berkeley
Anthony Ian Berkeley, noto anche con lo pseudonimo di Poetic, conosciuto inoltre come Too Poetic e Grym Reaper (Trinidad e Tobago, 15 novembre 1964 – Beverly Hills, 15 luglio 2001), è stato un rapper e produttore discografico trinidadiano.

## Biografia
Figlio maggiore di un ministro, Poetic nasce nel Trinidad e cresce nella frazione Wyandanch di Long Island.
Nel 1989 fonda il suo primo gruppo rap, i Grym Brothers, con i fratelli minori Sharp e Brainstorm. 
Nel gruppo Sharp si occupava di produrre mentre gli altri due cantavano, insieme incisero un demo underground contenente i brani “Circle-Circle-Dot-Dot” e “GRYMnastics. 
Proprio quando il trio stava per ottenere un contratto discografico Brainstorm lasciò il gruppo e quindi Poetic optò per la carriera da solista, pubblicando il singolo Poetical Terror / God Made Me Funky nel 1989 con la Tommy Boy Records. Era previsto anche un album ma purtroppo l'etichetta recise il contratto con il rapper prima della pubblicazione. 
Questo fu un duro colpo per Poetic, il quale passò momenti davvero difficili tra cui un periodo da senzatetto.
Successivamente Poetic si unì a RZA (Wu-Tang Clan), Prince Paul (ex De La Soul / Stetsasonic) e Frukwan (Stetsasonic) e fondando con loro il gruppo Gravediggaz.
Ogni membro adottò un alias "GraveDigga" e Poetic assunse il nome di "Grym Reaper" (Grym inteso anche come acronimo di Ghetto-Repaired Young Mind riferendosi al suo primo gruppo) . In questo periodo il suo stile cambiò molto ed il primo album del gruppo, 6 Feet Deep (1994), riscosse un buon successo.
Subito dopo la pubblicazione dell'album "The Pick, the Sickle and the Shovel" nel 1997, RZA e Prince Paul abbandonarono il gruppo, lasciando Poetic e Frukwan come unici membri. Nel tempo lo stile di Poetic maturò insieme alle sue rime, come si può vedere nel singolo "Savior" del 1998.
Nell'aprile del 1999, Anthony sviene per dolori di stomaco nello studio discografico e successivamente gli viene diagnosticato un cancro al colon. Questo porterà il rapper ad intraprendere un ciclo di chemioterapia ed intensificare le sue produzioni. Dietro il nome di Tony Titanium (riferimento alla valvola di titanio impiantata nel suo petto, attraverso la quale riceveva la chemioterapia) collaborerà con Maxim dei The Prodigy e, sotto il suo nome originale, lavorerà al terzo album dei Gravediggaz, "Nightmare in A-minor"(pubblicato postumo nel 2002).
Poetic morirà il 15 luglio del 2001 nel Cedars-Sinai Medical Center di Los Angeles, dopo più di due anni di lotta contro la sua malattia.
Furono molti i tributi da importanti cantanti della scena rap, tra cui anche Chuck D dei Public Enemy.

## Discografia

### Singoli
- 1989 "Poetical Terror / God Made Me Funky"

## Album
- 1989 "Droppin' Signal" (inedito)

### Collaborazioni
- 1994 6 Feet Deep/Niggamortis (album dei Gravediggaz)
- 1997 The Pick, The Sickle And The Shovel (album dei Gravediggaz; voce e produzione)
- 1998 "Savior" (Dall'album Baby J Baby J Presents The Birth)
- 2000 "Worldwide Syndicate" (Dall'album Hell's Kitchen di Maxim)
- 2001 Better Days (album by Liquid Ltd. (of Bran Van 3000); Voce e Produzione)
- 2001 Nightmare In A-Minor (album by Gravediggaz; Voce e Produzione)
- 2001 "We Run Shit (con Frukwan)" (Da DJ Honda album hIII)
- 2003 "One Life" (dal The Last Emperor album Music, Magic, Myth)
- 2003 "Ghetto Apostles" (Da Shabazz the Disciple album The Book of Shabazz (Hidden Scrollz))